# Droga wojewódzka 742
Die Droga wojewódzka 742 (DW 742) ist eine 89 Kilometer lange Droga wojewódzka (Woiwodschaftsstraße) in der polnischen Woiwodschaft Heiligkreuz und der Woiwodschaft Łódź, die Przygłów mit Nagłowice verbindet. Die Strecke liegt Powiat Piotrkowski, im Powiat Radomszczański, im Powiat Włoszczowski und im Powiat Jędrzejowski.

## Streckenverlauf
Woiwodschaft Łódź, Powiat Piotrkowski
-  Przygłów (DK 12, DK 74)
- Włodzimierzów
- Łęczno
- Dorotów
- Stobnica
- Paskrzyn
- Ręczno
- Zbyłowice
- Bąkowa Góra
- Dęba
- Dęba-Majstry

Woiwodschaft Łódź, Powiat Radomszczański
-  Przedbórz (DK 42)
- Chałupy

Woiwodschaft Heiligkreuz, Powiat Włoszczowski
- Rączki
- Dobromierz
- Stanowiska
- Koprusza
- Pilczyca
- Kluczewsko
- Brzeście
- Międzylesie
-  Włoszczowa (DW 785, DW 786)
- Dołowatka

Woiwodschaft Heiligkreuz, Powiat Jędrzejowski
- Błogoszów
- Pawęzów
- Oksa
-  Nagłowice (DK 78)